# Bandyligan 2003/2004
Bandyligan 2003/2004 innebar en återgång till dubbelserie, följd av slutspel.

## Grundserien
| Lag                          | Spelade | Vinster | Oavgjorda | Förluster | Målskillnad | Poäng |
| ---------------------------- | ------- | ------- | --------- | --------- | ----------- | ----- |
| OLS                          | 20      | 17      | 1         | 2         | 228-66      | 35    |
| ToPV                         | 20      | 15      | 1         | 4         | 166-86      | 31    |
| Warkauden Pallo -35          | 20      | 13      | 3         | 4         | 134-92      | 29    |
| Porin Narukerä               | 20      | 14      | 1         | 5         | 143-84      | 29    |
| IFK Helsingfors              | 20      | 9       | 4         | 7         | 108-78      | 22    |
| OPS                          | 20      | 8       | 3         | 9         | 87-111      | 19    |
| Veitsiluodon Vastus          | 20      | 7       | 2         | 11        | 94-134      | 16    |
| Botnia-69, Helsingfors       | 20      | 5       | 3         | 12        | 81-117      | 13    |
| Jyväskylän Seudun Palloseura | 20      | 6       | 0         | 14        | 85-146      | 12    |
| Porvoon Akilles              | 20      | 3       | 2         | 15        | 75-160      | 8     |
| Lappeenrannan Veiterä        | 20      | 3       | 0         | 17        | 64-191      | 6     |

Nykomling blev Mikkelin Kampparit

## Kvartsfinaler
Kvartsfinaler spelades i bäst av tre matcher, högst placerade laget i seriespelet började hemma.
| Lag 1               | Resultat | Lag 2               | Match 1 | Match 2 |
| ------------------- | -------- | ------------------- | ------- | ------- |
| OLS                 | 2–0      | Botnia-69, Helsinki | 13-5    | 10-2    |
| ToPV                | 2–0      | Veitsiluodon Vastus | 13-0    | 9-4     |
| Warkauden Pallo -35 | 2–0      | OPS                 | 7-1     | 7-3     |
| Porin Narukerä      | 0–2      | IFK Helsingfors     | 1-3     | 1-5     |

## Semifinaler
Semifinaler spelade i bäst av tre matcher, högst placerade laget i seriespelet började hemma.
| Lag 1 | Resultat | Lag 2               | Match 1 | Match 2 | Match 3 |
| ----- | -------- | ------------------- | ------- | ------- | ------- |
| OLS   | 2–1      | IFK Helsingfors     | 7-1     | 1-2     | 4-3     |
| ToPV  | 2–1      | Warkauden Pallo -35 | 7-2     | 1-7     | 12-4    |

## Match om tredje pris
| Lag 1               | Resultat | Lag 2           |
| ------------------- | -------- | --------------- |
| Warkauden Pallo -35 | 10–4     | IFK Helsingfors |

## Final
| Lag 1 | Resultat | Lag 2 |
| ----- | -------- | ----- |
| OLS   | 7–8      | ToPV  |

## Slutställning
| Placering | Lag                 |
| --------- | ------------------- |
| 1.        | ToPV                |
| 2.        | OLS                 |
| 3.        | Warkauden Pallo -35 |
| 4.        | IFK Helsingfors     |

## Finska mästarna
ToPV:  	Markku Aarni, Hannu Mokko, Mikko Lukkarila, Sami Harjuoja, Tommi Haarakoski, Teemu Collin, Mikko Aarni	, Pekka Hiltunen, Jussi Harjuoja, Veli-Matti Körkkö, Antti Ekman, Mika Jussila, Ville-Veikko Angeria, Jussi Karjalainen, Marko Herajärvi, Erkki Koivuranta, Jukka Ohtonen, Jari Vattovaara, Marko Veittikoski, Igor Zolotarev, Tommi Nurkkala.

## Skytteligan
| Placering | Spelare           | Lag | Mål |
| --------- | ----------------- | --- | --- |
| 1.        | Marko Kilpeläinen | OLS | 70  |

Poängkung blev OLS Samuli Niskanen med 122 poäng. 